# Castenholz Pond
Der Castenholz Pond ist ein kleiner See an der Scott-Küste des ostantarktischen Viktorialands. Er liegt am nördlichen Ausläufer der Brown-Halbinsel.
S. J. de Mora von der University of Auckland benannte ihn 1987 nach dem US-amerikanischen Biologen Richard W. Castenholz (1931–2018).